# McDonald-Inseln
Die McDonald-Inseln sind eine kleine unbewohnte Inselgruppe im südlichen Indischen Ozean 427 Kilometer südöstlich der französischen Kerguelen. Zusammen mit der 43 Kilometer östlich gelegenen Insel Heard und dem Meeresgebiet rund um die Inseln bilden sie das australische Territorium Heard und McDonaldinseln.

## Geographie
Die Gruppe der McDonald-Inseln besteht aus der Hauptinsel McDonald (3922 km von Westaustralien entfernt) und dem etwa einen Kilometer nordwestlich gelegenen Meyer Rock. Hinzu kommen weitere sehr kleine Felsgebilde vor den schroffen Küsten der Hauptinsel. Die einstige nördliche Nebeninsel Flat Island ist infolge der vulkanischen Aktivitäten zu Beginn des 21. Jahrhunderts mit der Hauptinsel zusammengewachsen.
Die Inseln und Felsgebilde sind vulkanischen Ursprungs. Die Hauptinsel McDonald Island mit einer Fläche von mehr als zwei Quadratkilometern erreicht eine Höhe von etwa 230 Metern. Aufgrund des anhaltenden Vulkanismus können Größe und Höhe der Insel weiterhin erheblichen Änderungen unterworfen sein.

## Geschichte
Die McDonald-Inseln wurden am 4. Januar 1854 von Kapitän William McDonald an Bord des Schiffes Samarang entdeckt. Aufgrund der zerklüfteten Küste und des rauen stürmischen Klimas war und ist eine Anlandung sehr schwierig. Die Insel ist bisher nur zwei Mal (1971 und 1980) betreten worden.
Mit der La Rochelle segelte im Herbst 1856 der Geophysiker Georg Neumayer auf seiner zweiten Reise von Hamburg nach Australien, wo er im Januar 1857 ankam. Während dieser Reise glaubte Neumayer eine Gruppe von Inseln entdeckt zu haben und benannte sie „König Max-Inseln“ nach seinem Förderer König Maximilian II. von Bayern. Tatsächlich waren die „McDonald-Inseln“ wenige Jahre zuvor entdeckt worden. Zur „Entdeckung“ Georg Neumayers und den anderen Entdeckern der Inseln schrieb August Petermann 1858 in seinen Petermanns Geographische Mitteilungen eine ausführliche und umfangreiche Darstellung.
Die Inseln wurden 1997 in die Liste des UNESCO-Welterbes aufgenommen und sind Bestandteil des 2002 eingerichteten australischen Meeresschutzgebiets Heard Island and McDonald Islands Marine Reserve.

## Vulkanismus
Nach einer von Wissenschaftlern auf 35.000 bis 100.000 Jahre geschätzten Ruhepause begann in den 1990er Jahren eine neue Phase vulkanischer Aktivität. Nachdem bereits im Dezember 1992 ein untermeerischer Ausbruch in unmittelbarer Nähe der Insel vermutet wurde, brach der Vulkan auf der McDonald-Insel zur Jahreswende 1996/1997 erstmals wieder aus. Seitdem wurden mehrere Eruptionen registriert, die letzte im Jahr 2005. Das Erscheinungsbild der Insel hat sich seit 1990 grundlegend gewandelt: Hauptinsel und Flat Island sind vereint worden; die Fläche der Insel hat sich von 1,13 km² auf 2,45 km² mehr als verdoppelt. Die höchste Erhebung befindet sich nicht mehr im Süden, sondern im Norden der Insel und übertrifft den bisherigen Gipfel um beinahe 100 Meter. Im Osten hat sich eine lange Landzunge mit einem Riff gebildet.